# Weltpolitik
Weltpolitik bezeichnet im Besonderen die deutsche Außen- und Kolonialpolitik im Zeitalter des Imperialismus. In einem allgemeinen Sinne können darunter auch alle politischen Vorgänge in der internationalen Politik insgesamt und der Versuch, auf all diese Vorgänge entscheidenden Einfluss zu nehmen, verstanden werden.

## Deutsche Weltpolitik um 1900
Im Zeitalter des Imperialismus wurde unter Weltpolitik vor allem der Anspruch des Deutschen Reiches verstanden, an allen Entscheidungen der Großmächte teilnehmen zu dürfen, die den Erwerb von Kolonien betrafen. Dieser Anspruch wurde am 6. Dezember 1897 während einer Sitzung des Reichstags programmatisch formuliert, als der neue Staatssekretär des Äußeren Bernhard von Bülow erklärte: „Wir wollen niemand in den Schatten stellen, aber wir verlangen auch unseren Platz an der Sonne.“ Diese Forderung nach Weltpolitik wurde von breiten Kreisen der wilhelminischen Gesellschaft als Fortsetzung der Reichsgründung verstanden: Nachdem Otto von Bismarcks Werk, die deutsche Einheit zu schaffen und durch eine eher defensive Außenpolitik abzusichern, gelungen war, schien jetzt in einem zweiten Schritt die Gründung und der Ausbau eines deutschen Kolonialreichs auf der Tagesordnung zu stehen. 1895 hatte der Nationalökonom Max Weber bei seiner Antrittsvorlesung an der Universität Freiburg erklärt:

„Wir müssen begreifen, dass die Einigung Deutschlands ein Jugendstreich war, den die Nation auf ihre alten Tage beging und der Kostspieligkeit halber besser unterlassen hätte, wenn sie der Abschluss und nicht der Ausgangspunkt einer deutschen Weltmachtpolitik sein sollte.“

Anders als bei der deutschen Kolonialagitation der 1880er Jahre standen bei den Forderungen nach einer deutschen Weltpolitik weniger konkrete wirtschaftliche, soziale oder missionierende Aspekte im Vordergrund, sondern Fragen des nationalen Prestiges und der Selbstbehauptung in einer sozialdarwinistisch verstanden Konkurrenz der Großmächte: Deutschland als „Nachzügler“ müsse jetzt den ihm zustehenden Anteil einfordern.
Der politische Ausdruck dieser Weltpolitik war weniger der Erwerb neuer überseeischer Gebiete – in den Jahren nach 1896 vermochte das Deutsche Reich seinem Kolonialreich neben einigen Südseeinseln nur noch Kiautschou, einen Teil des Salaga-Gebiets und Neukamerun hinzuzufügen. Sie zeigte sich vielmehr in einem fordernd-forschen Auftreten nach außen, wie etwa der Krüger-Depesche Kaiser Wilhelms II. 1896, den beiden Marokkokrisen 1905 und 1911 sowie dem Flottenwettrüsten mit Großbritannien. Das Deutsche Reich trug dadurch wesentlich zu seiner Isolierung im Kreis der Kolonialmächte bei. Spätestens mit dem Aufkommen der britischen Dreadnoughts ab 1906, die die Kaiserliche Marine auf den zweiten Platz verwies, sowie dem russisch-britischen Bündnisvertrag von 1907 und der Vollendung der Triple Entente war die deutsche Weltpolitik gescheitert.
Warum das Deutsche Reich diese Weltpolitik trieb, ist in der Forschung umstritten. Wolfgang J. Mommsen und Gregor Schöllgen sehen die Ursache im Druck der öffentlichen Meinung, die den außenpolitischen Kurs der Reichsregierung zunehmend beeinflusste. Hans-Ulrich Wehler dagegen erklärt die deutsche Weltpolitik als Sozialimperialismus, als „kühl kalkulierte Instrumentalisierung der Expansionspolitik zu innenpolitischem Zwecken“: Äußere Erfolge hätten von den inneren Widersprüchen der wilhelminischen Klassengesellschaft ablenken, die revolutionäre Arbeiterschaft an den Staat heranführen und so die notwendige Modernisierung vermeiden sollen. Wie der Wahlerfolg der SPD bei der Reichstagswahl 1912 zeige, sei aber auch dieses Kalkül gescheitert.

## Sonstige Verwendung des Begriffs
Weltpolitik als innerer Zusammenhang aller politischen Vorgänge auf der Welt ist erst im Verlauf der Neuzeit entstanden. Sie manifestierte sich in den beiden Weltkriegen und insbesondere in der Blockbildung im Kalten Krieg ab 1947.
Weltpolitik als Versuch, eine neue Weltordnung zu schaffen, wurde von Großbritannien mit seinem Empire in Ansätzen, im Ersten Weltkrieg insbesondere von Woodrow Wilson durch seinen Einsatz für eine Weltfriedensordnung, wie sie im Völkerbund ohne die USA nur sehr unvollkommen entstand, nach 1945 von den beiden Supermächten USA und Sowjetunion durch die Bildung der Vereinten Nationen und nach 1990 von den USA bei ihrer Abkopplung von der UNO betrieben.